# Communauté de communes du Bourmontais
La communauté de communes du Bourmontais est une ancienne communauté de communes française, située dans le département de la Haute-Marne.

## Histoire
La préfecture de la Haute-Marne a proposé sa fusion avec la communauté de communes du Bassigny.
La communauté de communes du Bourmontais est issue de la fusion opérée au 1er janvier 2005 de la Communauté de communes du Pays Bourmontais et de la Communauté de communes de la Vallée de la Meuse.Créé en décembre 1992 Première communauté de communes de Haute Marne 
Disparition le 1er janvier 2013 pour former avec la communauté de communes du Canton de Saint-Blin la communauté de communes de Bourmont, Breuvannes, Saint-Blin.

## Composition
Elle était composée des 24 communes suivantes :
| Commune                    | Population |
| -------------------------- | ---------- |
| Bourg-Sainte-Marie         | 94         |
| Bourmont                   | 607        |
| Brainville-sur-Meuse       | 87         |
| Champigneulles-en-Bassigny | 56         |
| Chaumont-la-Ville          | 126        |
| Clinchamp                  | 109        |
| Doncourt-sur-Meuse         | 53         |
| Goncourt                   | 311        |
| Graffigny-Chemin           | 250        |
| Hâcourt                    | 36         |
| Harréville-les-Chanteurs   | 278        |
| Huilliécourt               | 143        |
| Illoud                     | 300        |
| Levécourt                  | 97         |
| Malaincourt-sur-Meuse      | 59         |
| Nijon                      | 76         |
| Outremécourt               | 94         |
| Ozières                    | 58         |
| Romain-sur-Meuse           | 136        |
| Saint-Thiébault            | 304        |
| Sommerécourt               | 88         |
| Soulaucourt-sur-Mouzon     | 105        |
| Vaudrecourt                | 37         |
| Vroncourt-la-Côte          | 25         |

## Réalisations
Entreprendre dans le Bourmontais:
Création de zones d’activités industrielles, commerciales, tertiaires, artisanales et touristiques.
Ateliers relais - ferme relais
Tourisme dans le Bourmontais:
Création du camping « les Hirondelles », à Bourg Sainte Marie.
www.camping-les-hirondelles.eu
Projets:
Conservation du patrimoine: Restauration de l’abbaye de Corrupt

Maintien des services dans le Bourmontais:
Aménagement de locaux abritant des services publics:  La Poste, le Trésor Public
Projets:
Création d’un pôle médical
Action pour la jeunesse: centre de loisir sans hébergement - roulotte des petits - relais Assistante maternelle - aide au fonctionnement des associations sportives.